# Marat halála (festmény)
A Marat halála című festmény a brüsszeli Királyi Szépművészeti Múzeum gyűjteményében található.

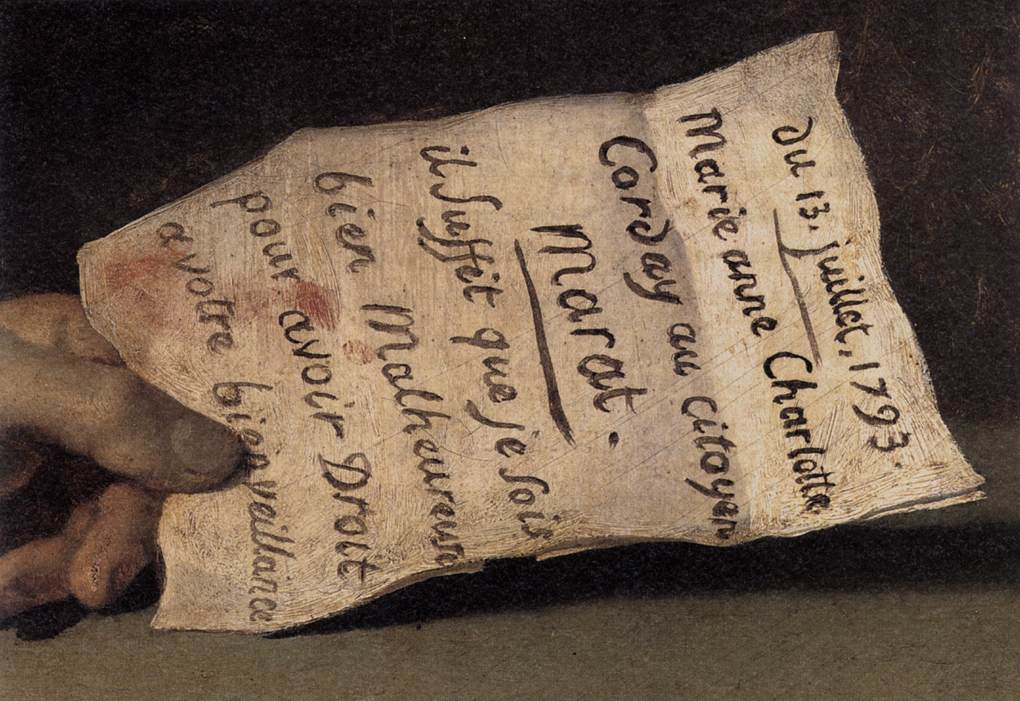
Marat halála részlete: Charlotte Corday levele Marat bal kezében

## Története
A képet Jacques-Louis David, a francia forradalom támogatója, szinte hivatalos festője készítette. A Marat halála című képe barátja, a radikális újságíró, publicista és politikus, Jean-Paul Marat 1793-as halálát örökíti meg. A festő tagja volt a konventnek és barátja volt Maximilien de Robespierre-nek. Utóbbi 1794-es bukása után ő is börtönbe került. A festmény évtizedekre eltűnt, majd a brüsszeli királyi szépművészeti múzeum gyűjteményének része lett. Jacques-Louis David a városban talált menedéket I. Napóleon francia császár bukása után.
A kép egyik újrafelfedezője Charles Baudelaire volt, aki 1846-ban egy kicsi, David és Ingres képeit bemutató párizsi tárlaton ismerte meg a festményt, majd meleg szavakkal méltatta erejét.

## Téma
Marat szenvedélyes szószólója volt a szegény emberek jogainak, emiatt körükben nagy népszerűségnek örvendett. Marat szenvedélyessége azonban kompromisszumkerüléssel és gyakran erőszakkal párosult, ezért számos ellenséget szerzett magának. Ezek egyike, Charlotte Corday, a girondisták támogatója volt, aki 1793. július 13-án, felkereste Marat-t, hogy egy  girondista felkelésről tájékoztassa. Marat szokás szerint dézsájában ázott, mert fájdalmas bőrbetegsége miatt órákat töltött vízben. Corday elkezdte diktálni a neveket, amelyeket Marat feljegyzett, majd leszúrta a férfit. Ezért ábrázolja David kezében lúd írótollal Marat-t, akinek jegyzetei is olvashatók. A nőt  1793. július 17-én guillotinnal lefejezték. A téma később is foglalkoztatta a francia festőket, de az új képeken már nem Marat, hanem az őt meggyilkoló Corday került középpontba.

## Stílus
David a Marat feletti tér üresen hagyásával és a fényekkel egyfajta mártíromsággal ruházza fel a gyilkosság áldozatát. A neoklasszicista festőt diákkorában Caravaggio inspirálta, és szakértők szerint a Marat halála a caravaggióizmus legintenzívebb mesterműve. A kép egyes elemei, Marat stigmaszerű sebe, vértelen teste Caravaggio Jézus sírba helyezése című képére, fényes arca, ellazult alsó állkapcsa pedig a Mária Magdolna extázisa című alkotására emlékeztet. A francia forradalom egyházellenessége miatt a vallásos ikonográfiát kerülniük kellett az alkotóknak, de a Caravaggiótól vett elemek, hatások, segítettek Davidnak a forradalom mártírjaként ábrázolni Marat-t.
A Louvre 1945-ben vásárolta meg a festmény replikáját, amelyet Jacques-Louis Davis műhelye készített 1800-ban, a kép szerepel a gyűjtemény állandó kiállításán. Van másolat a Versailles-i kastélyban, a reimsi és a dijoni szépművészeti múzeumban is.

## Másolatok

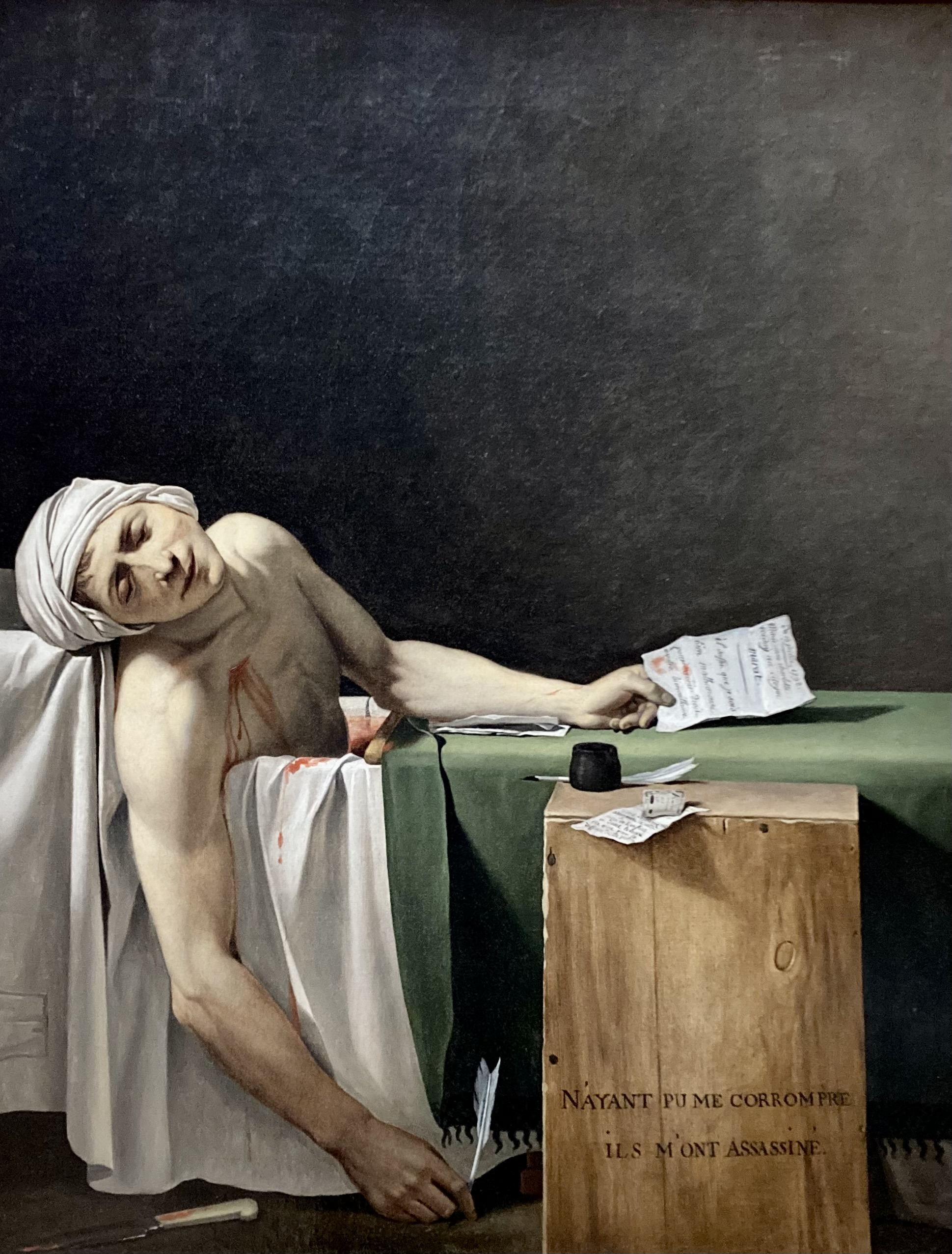
Louvre
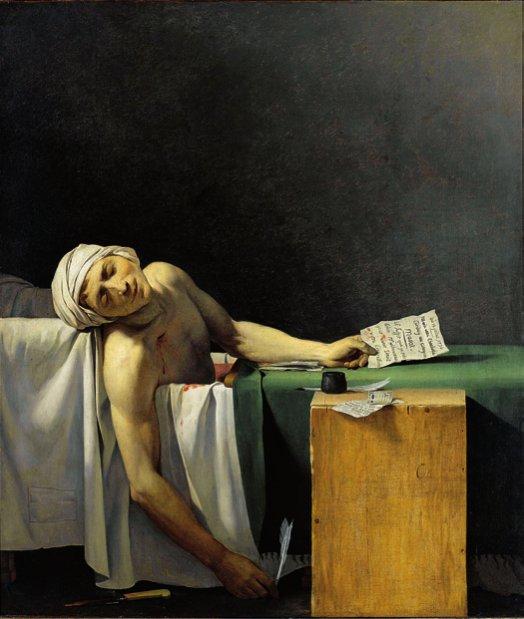
Versailles
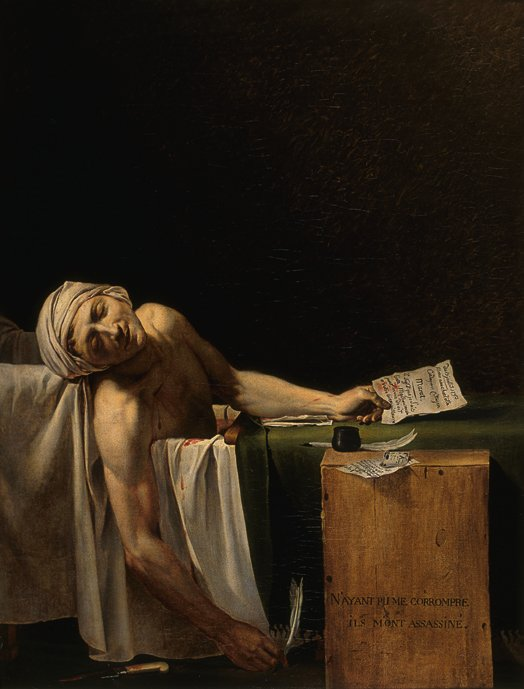
Reims
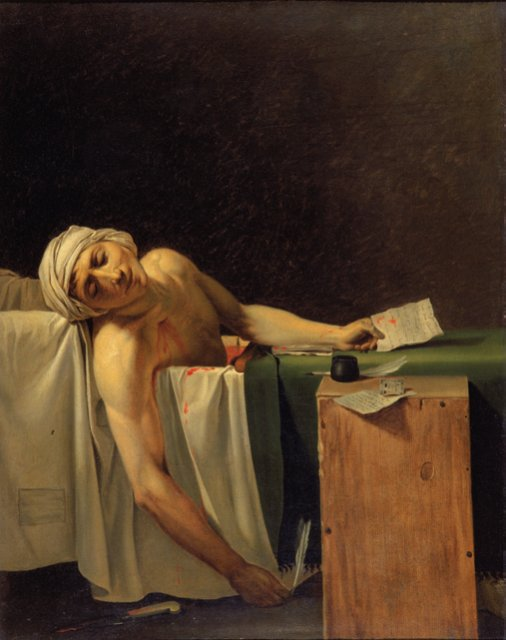
Dijon

## Megjelenése a kultúrában
A Marat halála ihlette Paul-Jacques-Aimé Baudry Charlotte Corday (1860) című festményét. A huszadik században Picasso és Edvard Munch is elkészítette a saját változatát. Peter Weiss drámaíró egyik leghíresebb darabjához (Marat/Sade) is a festmény adta az ötletet.
Georges Hatot 1897-ben La Mort de Marat címmel forgatott filmet. Stanley Kubrick Barry Lyndon (1975), Derek Jarman Caravaggio (1986), François Girard A vörös hegedű (1998) című filmjének egy-egy jelenete idézi vissza David festményét, akárcsak Alexander Payne Schmidt története (2002) című filmje, ahol a főszerepet alakító Jack Nicholson levélírás közben aludt el úgy a kádban, ahogy a festményen látható.
A CSI: A helyszínelők Art Imitates Life című epizódjában (9. évad 3. rész) a gyilkos az egyik áldozatát úgy helyezi el, ahogy a festményen látható.
A festmény ihlette Steve Goodman Say It in Private (1977), a Cold Chisel együttes East (1980) és Andrew Bird My Finest Work Yet (2019) című lemezének borítóját. David alkotása látható a Have a Nice Life együttes Deathconsciousness (2008) és a The New Regime  Coup (2008) című albumának borítóján.
A 2020-as évek elején az amerikai alkotó, Robert Wilson videóportrén, Lady Gagával Marat szerepében alkotta újra a festményt.

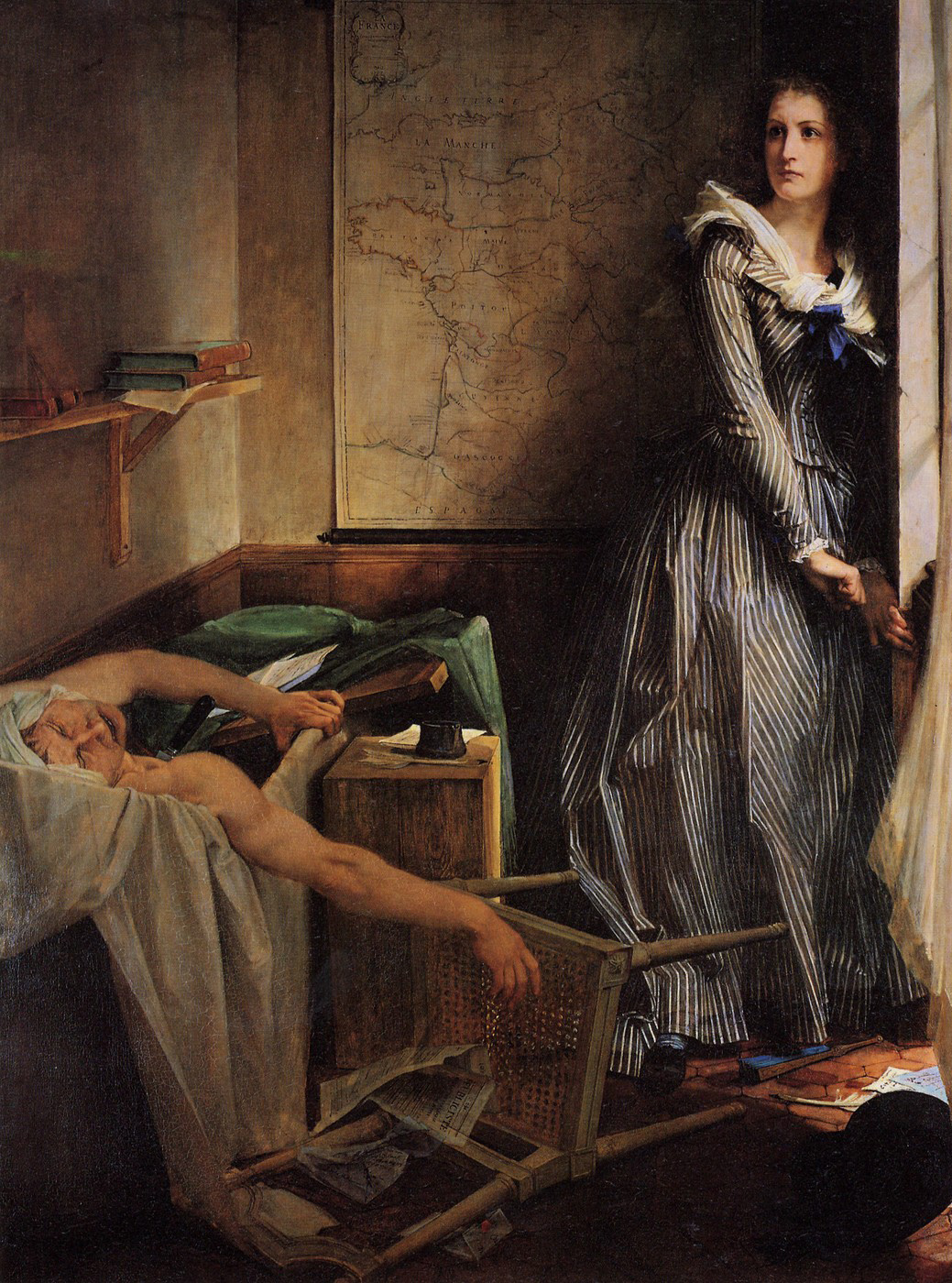
Paul Jacques Aimé Baudry: Charlotte Corday (1860) Nantes Museum of Arts
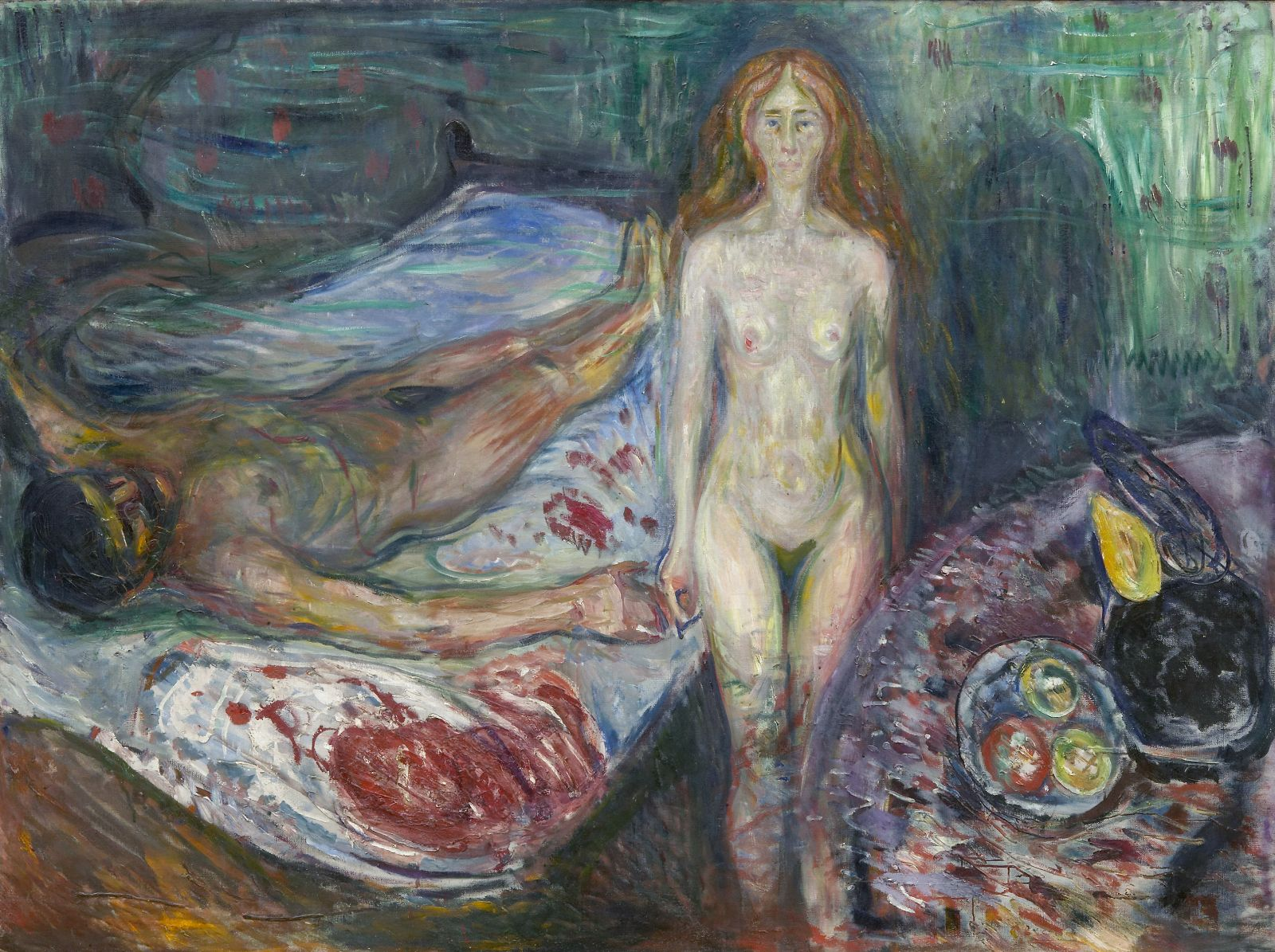
Edvard Munch: Marat halála (1907) Munch Múzeum, Oslo